# Mustjala kommun
Mustjala kommun (estniska: Mustjala vald) var en tidigare landskommun i landskapet Saaremaa (Ösel) i Estland. Kommunen uppgick den 23 oktober 2017 i den då nybildade Ösels kommun.
Kommunen hade 757 invånare (2006). Kommunen låg vid ön Ösels norra kust mot Östersjön. Centralort var byn Mustjala (äldre svenska och tyska Mustel). Kommunen omfattade Küdema laht (även Mustelviken) som avgränsas i väster av udden Ninase poolsaar och i öster av Panga poolsaar. 

## Orter
Mustjala landskommun saknade tätbebyggda orter.

### Byar
- Jauni
- Järise
- Kiruma
- Kugalepa
- Küdema
- Liiküla
- Liiva
- Merise
- Mustjala
- Ninase
- Ohtja
- Paatsa
- Pahapilli
- Panga
- Rahtla
- Selgase
- Silla
- Tagaranna
- Tuiu
- Vanakubja
- Võhma

## Galleri

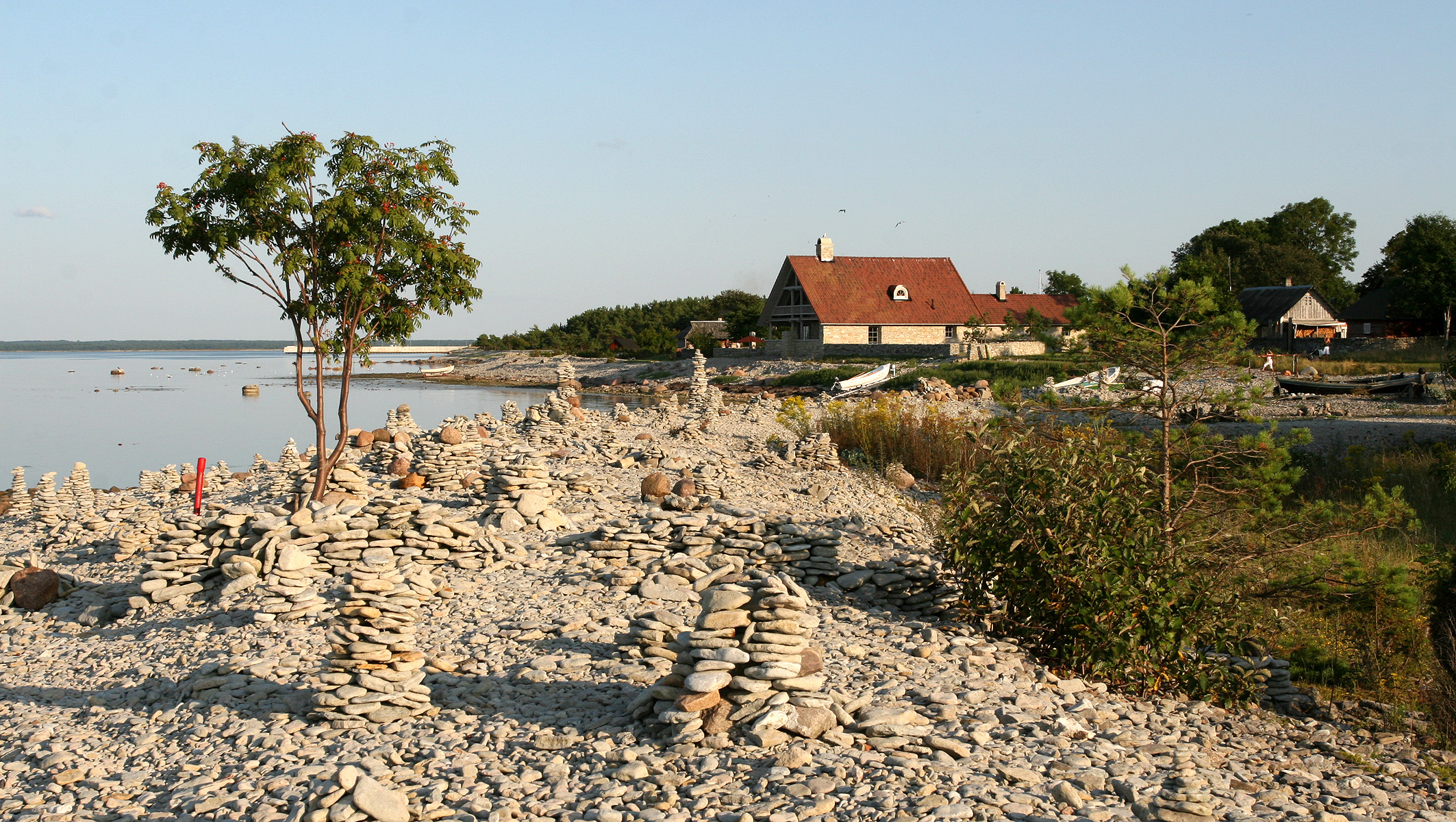
Byn Tagaranna
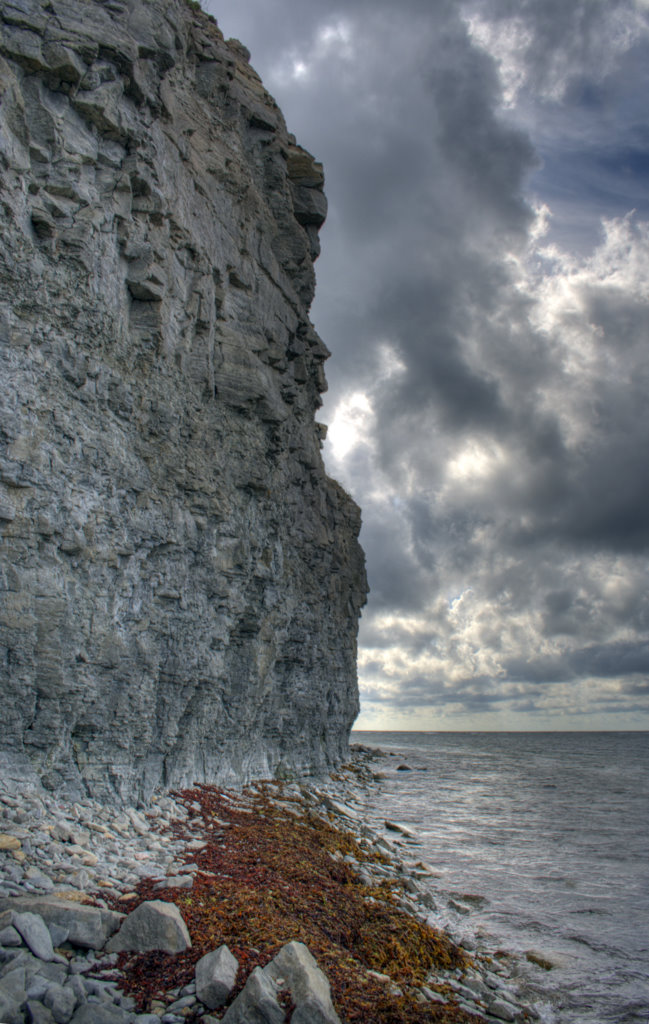
Klipporna vid Panga
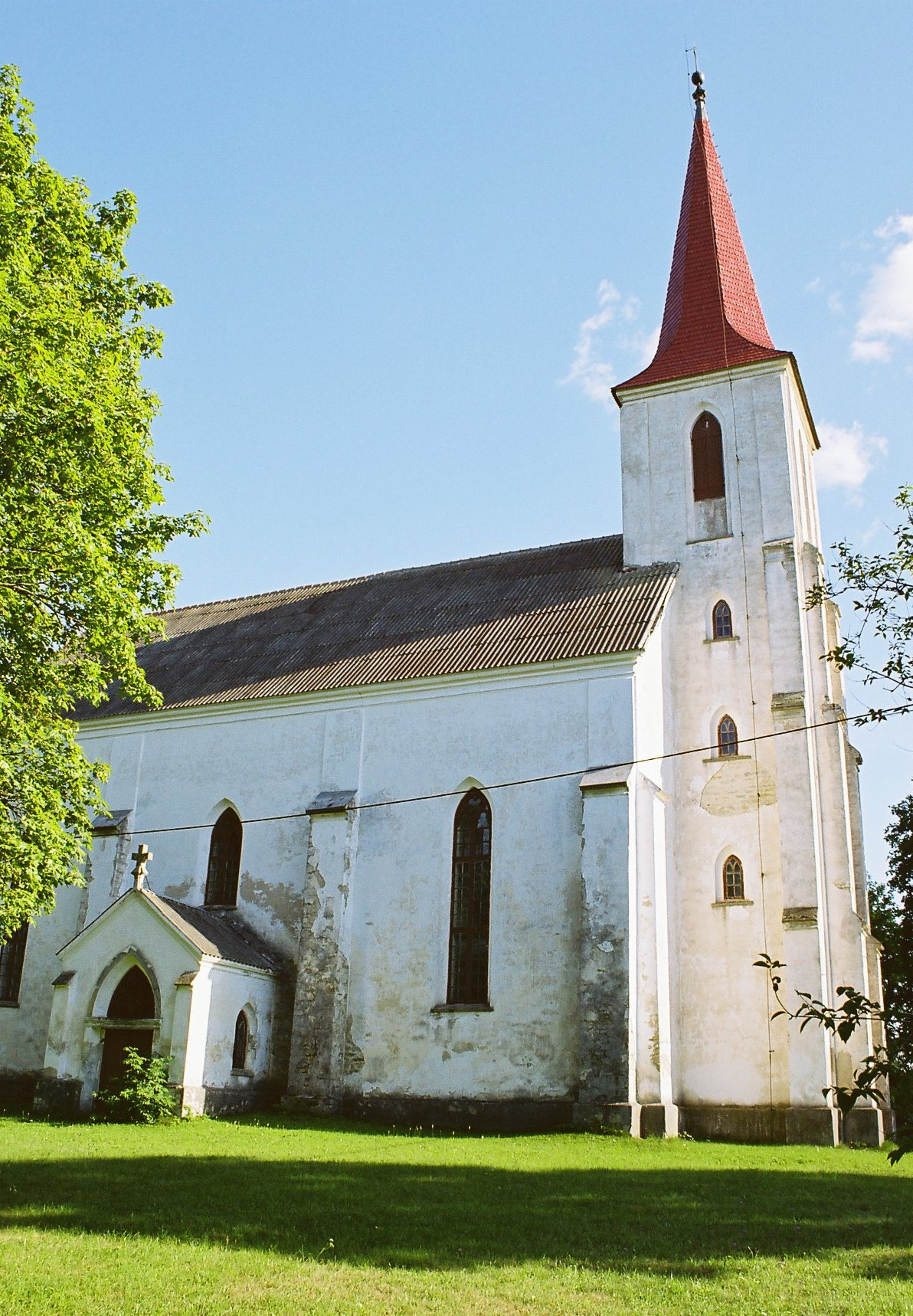
Mustjala kyrka